# Osmia glauca
Osmia glauca är en biart som först beskrevs av Fowler 1899.  Osmia glauca ingår i släktet murarbin, och familjen buksamlarbin. Inga underarter finns listade i Catalogue of Life.